# Pantacantha ameghinoi
Pantacantha ameghinoi är en potatisväxtart som beskrevs av Carlos Luis Spegazzini. Pantacantha ameghinoi ingår i släktet Pantacantha och familjen potatisväxter. Inga underarter finns listade i Catalogue of Life.